# Otávio Gilson dos Santos
Otávio Gilson dos Santos é um político brasileiro

## Vida
Filho de Bertoldo Ernesto dos Santos e de Isaura Pereira dos Santos. Casou com Geni Rebelatto dos Santos.

## Carreira
Foi deputado à Assembleia Legislativa de Santa Catarina na 9ª legislatura (1979 — 1983), eleito pela Aliança Renovadora Nacional (ARENA), na 10ª legislatura (1983 — 1987), na 11ª legislatura (1987 — 1991), eleito pelo Partido Democrático Social (PDS), na 12ª legislatura (1991 — 1995) e na 13ª legislatura (1995 — 1999). Foi 1º vice-presidente da Assembleia Legislativa, em 1983 e 1984.
Foi Conselheiro do Tribunal de Contas de Santa Catarina, do qual foi presidente, no período de 12 de setembro de 2005 a 31 de janeiro de 2007, tendo se aposentado em 2010, aos 70 anos.